# BRM P207

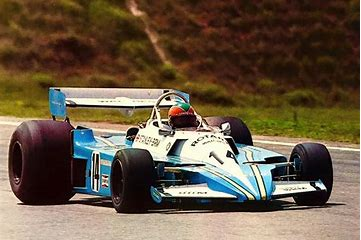
Larry Perkins im BRM P207 beim Großen Preis von Brasilien 1977

Der BRM P207, auch als B.R.M. P207 bezeichnet, war ein Formel-1-Rennwagen, gebaut und eingesetzt in den späten 1970er Jahren vom britischen Formel-1-Team British Racing Motors.

## Entwicklungsgeschichte
Der britische Konstrukteur Len Terry baute 1977 den letzten B.R.M. für die Formel-1-Weltmeisterschaft. Die großen Tage des Rennstalls waren 1977 längst vorüber, als Louis Stanley noch einmal versuchte, an die alten Erfolge anzuschließen. Der P207, offiziell als Stanley-BRM P207 in den Startlisten, hatte ein massiges Design und war kaum wettbewerbsfähig. Einzig der 480 PS starke V12-Motor sorgte dafür, dass der Wagen nicht zum kompletten Flop geriet. Der Wagen litt beständig unter Übergewicht und der damit einhergehenden schlechten Gewichtsverteilung. Auch die Aufhängungen vorne und hinten brachen bei zu großer Belastung. Insgesamt konnte der P207 nur ein einziges Mal zu einem Rennen qualifiziert werden.

## Renngeschichte
Das Team meldete sich erstmals zum zweiten Saisonrennen, dem Großen Preis von Brasilien 1977. Fahrer war Larry Perkins. Er qualifizierte sich als Letzter, war aber sechs Sekunden langsamer als der Vorletzte, Alex-Dias Ribeiro in einem privat eingesetzten Vorjahres-March 761B. Im Rennen fiel Perkins bereits in der ersten Runde aus, als sein Motor überhitzte und kollabierte. Beim anschließenden Großen Preis von Südafrika erschien B.R.M. wieder mit dem alten P201B. Das vierte Saisonrennen ließ das Team gänzlich aus.
Zu den Großen Preisen von Spanien, Belgien, Schweden und Frankreich meldete B.R.M. den P 207 für Conny Anderson; er konnte sich jeweils nicht qualifizieren. Guy Edwards, der Anderson beim Großen Preis von Großbritannien ersetzte, scheiterte dort sogar an der Vorqualifikation. Zu den Großen Preisen von Deutschland, den Niederlanden und Italien erschien schließlich Teddy Pilette mit dem Wagen, ohne freilich auch nur einmal eine Qualifikation zu erreichen.
Der Wagen tauchte später noch bei nationalen Formel-1-Rennen in Großbritannien, der Aurora-Serie, auf, allerdings auch dort ohne zählbaren Erfolg. Aus dem P207 wurde 1979 noch der P230 abgeleitet, der für Derrick Berridge und John Jordan gebaut wurde. Der Wagen, der schon auf die Groundeffect-Technik zurückgriff, dessen Basis aber noch der P207 mit seinem Gewichtsproblem war, fuhr Anfang der 1980er Jahre als Jordan-B.R.M. bei nationalen Rennen in Großbritannien in der Aurora-Serie. Erneut blieben die Erfolge aus und B.R.M. verschwand endgültig in der Versenkung.

## Statistik

### Ergebnisse in der Formel-1-Weltmeisterschaft
| Fahrer               | Nr.                  | 1 | 2   | 3 | 4 | 5   | 6 | 7   | 8   | 9   | 10   | 11  | 12 | 13  | 14  | 15 | 16 | 17 | Punkte | Rang |
| -------------------- | -------------------- | - | --- | - | - | --- | - | --- | --- | --- | ---- | --- | -- | --- | --- | -- | -- | -- | ------ | ---- |
| Formel-1-Saison 1977 | Formel-1-Saison 1977 |   |     |   |   |     |   |     |     |     |      |     |    |     |     |    |    |    | 0      | −    |
| L. Perkins           | 14                   |   | DNF |   |   |     |   |     |     |     |      |     |    |     |     |    |    |    | 0      | −    |
| C. Andersson         | 35                   |   |     |   |   | DNQ |   | DNQ | DNQ | DNQ |      |     |    |     |     |    |    |    | 0      | −    |
| G. Edwards           | 35                   |   |     |   |   |     |   |     |     |     | DNPQ |     |    |     |     |    |    |    | 0      | −    |
| T. Pilette           | 40                   |   |     |   |   |     |   |     |     |     |      | DNQ |    |     |     |    |    |    | 0      | −    |
| T. Pilette           | 29                   |   |     |   |   |     |   |     |     |     |      |     |    | DNQ | DNQ |    |    |    | 0      | −    |

| Legende  | Legende            | Legende                                                          |
| Farbe    | Abkürzung          | Bedeutung                                                        |
| -------- | ------------------ | ---------------------------------------------------------------- |
| Gold     | –                  | Sieg                                                             |
| Silber   | –                  | 2. Platz                                                         |
| Bronze   | –                  | 3. Platz                                                         |
| Grün     | –                  | Platzierung in den Punkten                                       |
| Blau     | –                  | Klassifiziert außerhalb der Punkteränge                          |
| Violett  | DNF                | Rennen nicht beendet (did not finish)                            |
| Violett  | NC                 | nicht klassifiziert (not classified)                             |
| Rot      | DNQ                | nicht qualifiziert (did not qualify)                             |
| Rot      | DNPQ               | in Vorqualifikation gescheitert (did not pre-qualify)            |
| Schwarz  | DSQ                | disqualifiziert (disqualified)                                   |
| Weiß     | DNS                | nicht am Start (did not start)                                   |
| Weiß     | WD                 | zurückgezogen (withdrawn)                                        |
| Hellblau | PO                 | nur am Training teilgenommen (practiced only)                    |
| Hellblau | TD                 | Freitags-Testfahrer (test driver)                                |
| ohne     | DNP                | nicht am Training teilgenommen (did not practice)                |
| ohne     | INJ                | verletzt oder krank (injured)                                    |
| ohne     | EX                 | ausgeschlossen (excluded)                                        |
| ohne     | DNA                | nicht erschienen (did not arrive)                                |
| ohne     | C                  | Rennen abgesagt (cancelled)                                      |
| ohne     | keine WM-Teilnahme |                                                                  |
| sonstige | P/fett             | Pole-Position                                                    |
| sonstige | 1/2/3/4/5/6/7/8    | Punktplatzierung im Sprint-/Qualifikationsrennen                 |
| sonstige | SR/kursiv          | Schnellste Rennrunde                                             |
| sonstige | *                  | nicht im Ziel, aufgrund der zurückgelegten Distanz aber gewertet |
| sonstige | ()                 | Streichresultate                                                 |
| sonstige | unterstrichen      | Führender in der Gesamtwertung                                   |